# Matti Jurva
Lennart Mathias "Matti" Jurva (Jurvanen fram till 1933), född 29 april 1898 i Helsingfors, död 16 september 1943 i Helsingfors, var en finländsk sångare, musiker, sångtextförfattare, kompositör och skådespelare. Jurva var den överlägset mest produktiva och populära kuplettsångaren i Finland på 1930-talet och en av landets mest aktiva artister under andra världskriget.
Jurva, som började sin karriär som pianist och skådespelare, blev redan i slutet på 1920-talet en central gestalt inom den finska kuplettgenren. Han anses vara den som förenade kupletterna med schlagern, vilket gjorde honom relevant både som kuplettsångare och som förmedlare av 1930-talets moderna musikstilar jazz, jenka och polka. Tillsammans med Tatu Pekkarinen författade och komponerade han ett stort antal sånger, varav många blev dåtidens bästsäljare, till vilka hörde Viipurin Vihtori ("Viktor från Viborg"), Tullaan, tullaan, toimehen me tullaan ("Det kommer klara sig"), Savotan Sanni ("Sanni från Savota") och Kaunis Veera ("Vackra Vera"). Under andra världskriget uppträdde han på militära välgörenhetskonserter och för finska frontsoldater. Matti Jurva var också en mångsidig musiker och framstående steppdansare.

## Biografi

### Skådespelaren
Jurva föddes i Kottby som son till Juuso Vilhelm och Vilhelmiina Jurvanen. Brodern Pekka Jurva, född 1894, var pianist och under många år ackompanjatör för kuplettsångaren J. Alfred Tanner. Pekka Jurva avled i tuberkulos 1922. Matti Jurva var gift med Lempi Linnea Hautakoski (1902–1981), med vilken han hade ett barn.
Redan i skolåldern hade Jurva fallenhet för musik och efter skolan valde han att bli artist på heltid. Han började uppträda som estradskådespelare i slutet på 1910-talet och upptäcktes av filmregissören Hjalmar V. Pohjanheimo när denne såg Jurva i en pjäs 1919. Pohjanheimo värvade Jurva till sitt produktionsbolag Lyyra Filmi och gav honom de första filmrollerna; 1920 som Mouku-Franssi i Kilu-Kalles och Mouku-Fransis friarefärd, och 1921 som Nimrod Resptén i Söndagsjägare. Filmerna var stumfilmer och finns inte längre bevarade. Lenni Jurva, som han då kallade sig, uppträdde 1920 i flera operettuppsättningar vid Pohjanheimos Lyyra-biografer i Helsingfors. I april 1920 spelade han mot Väinö Lehmus, Saima Lehmus och Onni Veijonen i Martti Nisonens pjäs Kyssgulascherna och i juni samma år spelade han i Nisonens pjäser Ungkarlar skattebeläggas och Vårfåglarna från söder. I den senare gestaltade Jurva en positivhalare.
Sin tredje filmroll fick Jurva först 1934 vid filmatiseringen av Rafael Ramstedts revypjäs Helsingfors främsta affärsman, regisserad av Valentin Vaala. Filmen blev mycket framgångsrik och var den näst mest sedda filmen året den släpptes. 1939 medverkade Jurva i filmerna Sju brorsor, Dragonen Kalle Kollola och Toffelhjältar. 1940 spelade han i Direktörens "sned-språng" samt Ankarkaféets stamkunder och 1943 i Maskot. I samtliga dessa filmer innehade Jurva musikaliska roller, där han uppträdde som sångare och musiker. Av en slump blev en av låtarna från Toffelhjältar, kallad Väliaikainen ("Tillfällig"), vilken var författad av Tatu Pekkarinen och komponerad av Matti Jurva, en av det sena 1930-talets mest populära sånger, mycket på grund av krigstidens omdanande händelseutveckling. Jurva sjöng aldrig in sången på skiva, men det gjorde Georg Malmstén 1938 och låten låg senare till grund för filmen Lyckan rullar från 1942, där den framförs av Tauno Palo.

### Kuplettsångaren

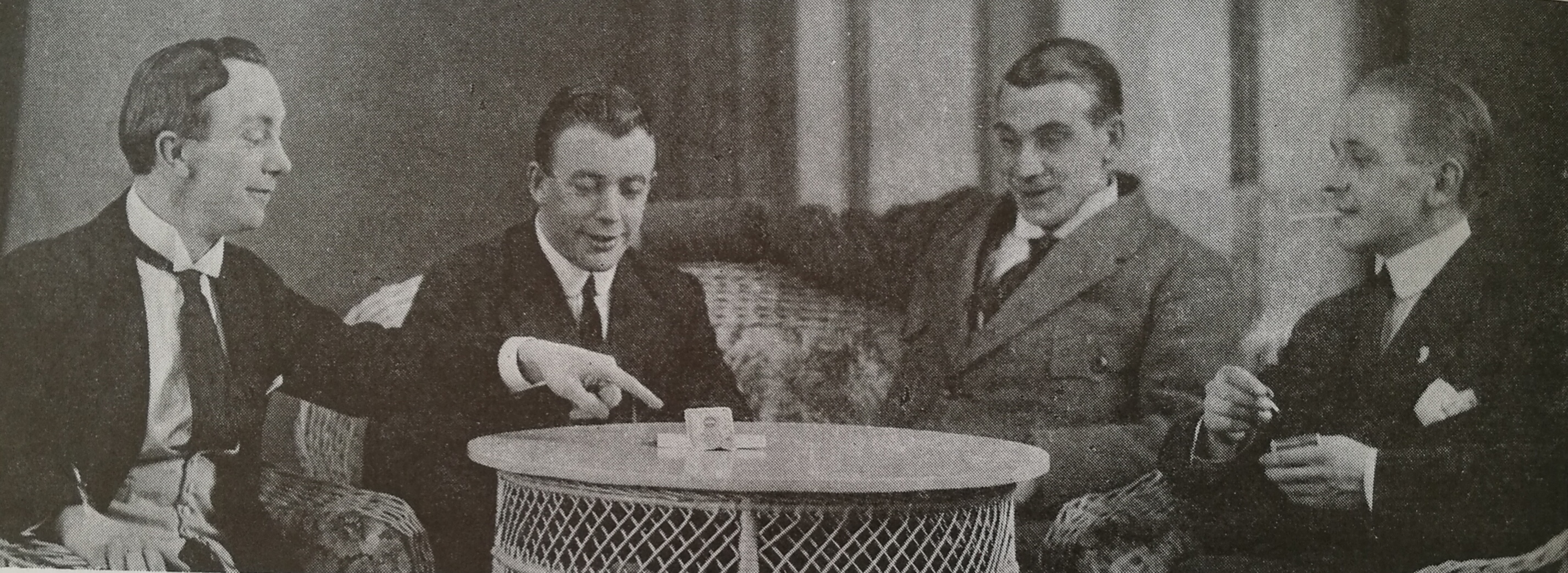
Fyra artister. Längst till höger sitter Matti Jurva och till vänster om honom Rafael Ramstedt. Bild från 1920-talet.

Som ung var Jurva pianist vid en orkester i Terijoki. I början på 1920-talet blev Jurva, då fortfarande pianist, ackompanjatör för kuplettsångaren Tatu Pekkarinen, ett av deras första gemensamma framträdanden ägde rum i Kajana i november 1921. Förutom som pianist och humoristisk sångare, uppträdde Jurva som steppdansare och var i början av 1920-talet Finlands ende dansare i den genren. Jurva hade lärt sig att steppa under en resa i USA och den enda filmsekvensen där han uppträder med detta är i filmen Ankarkaféets stamkunder från 1940.
1927–1928 turnerade Jurva och Pekkarinen bland finska invandrare i USA och gjorde flera skivinspelningar i New York. Matti Jurva gjorde sina första inspelningar den 21 november 1927 med sångerna Pikku Leilamme ("Vår lilla Leila") och Hawaiji-idylli ("Hawaii-idyllen"). Den enda inspelningen där Pekkarinen och Jurva medverkar tillsammans som sångare är i sketchen Jahvetti autolla Helsingissä ("Jahvetti åker bil i Helsingfors"), också inspelad i New York 1928. Däremot medverkade Jurva som pianist till flera av Pekkarinens skivinspelningar under vistelsen i USA. Under återresan till Finland i juni 1928 hölls en stor musikfest ombord på fartyget Lancastria med nästan 700 passagerare. Bland de uppträdande artisterna märktes förutom Jurva och Pekkarinen också den finsk-amerikanske musikern Antti Kosola. Mellan 1929 och 1930 gjorde Jurva ytterligare en Amerikaturné och gjorde en mängd skivinspelningar med Antti Kosolas orkester i New York. Sammanlagt gjorde Jurva fem resor till USA. På hösten 1937 gjorde Jurva och Antti Kosola även en turné till Mexiko och uppträdde bland annat för finska invandrare i Tijuana.
Efter att landets främste kuplettsångaren J. Alfred Tanner avled 1927, blev Matti Jurva inom kort en av de viktigaste kuplettsångarna i Finland. Jurva fortsatte uppträda och skriva sånger på samma sätt som Tanner gjort, med samma typ av humor och samma slag av "mellanprat" mellan verserna som var vanligt förekommande i Tanners kupletter. Liksom i Tanners texter, finns hos Jurva en kritik och hat mot överhögheten och socialpolitiska åsikter kan urskiljas i sångerna. Ett exempel på den typen av sånger är Jurvas och Tatu Pekkarinens Pohjanmaan junassa ("På ett tåg i Österbotten") från 1938, där en "skojare" försöker få kontakt med en kvinnlig resenär på ett tåg i Österbotten. Försöket lyckas dock inte och mannen blir utkastad från tåget, ett förfarande som skulle kunna tolkas som en kritik mot det vanligt förekommande gentlemannatemat i dåtidens kupletter. Att kupletterna fortsatte vara moderna inom musiken ännu på 1930-talet, anser musikkännaren Peter von Bagh berodde mycket på Jurvas förmåga att förena humor med schlager. Jurvas och Pekkarinens arrangemang av humoristiska kupletter till dansmusik inspirerade generationer av finska underhållare, däribland Reino Helismaa och Juice Leskinen. Till nästa generation artister hade Jurva en annan koppling, genom att han och Iivari Kainulainen ibland på 1930-talet besökte Åggelby, där de lyssnade till den unge Tapio Rautavaaras sånguppträdanden och uppmuntrade honom att fortsätta sjunga.
Mot slutet av 1920-talet inträffade den så kallade grammofonfebern, under vilken försäljningen och produktionen av grammofoner och grammofonskivor ökade markant. Över en miljon skivor såldes i Finland 1929 och febern sammanföll med den finska schlagerns födelse. Matti Jurvas mest sålda och populära skivor under grammofonfebern var Hawaiin yö ("Natt på Hawaii"), Alla venäläisen kuun ("Under den ryska månen"), Cowboyn lähtölaulu ("Cowboyens avskedssång") och den finska versionen av Al Jolsons Sonny boy. När grammofonfebern inträffade, beslöt det finska elektronikföretaget Pohjoismainen Sähkö Oy (PSO) att etablera det tyska skivbolaget Homocord i Finland, vilket skedde 1929. Inspelningarna av Homocord-skivorna gjordes i både Helsingfors och Berlin och mellan 1929 och 1933 gjorde Jurva sju inspelningar för bolaget. 1933 förvärvade PSO Odeon till Finland, men redan 1930 började Jurva spela in för Odeon i Berlin. Fram till 1935 gjorde han 15 inspelningar för Odeon, främst tillsammans med orkestern Melody Boys.

### Schlagerns 1930-tal

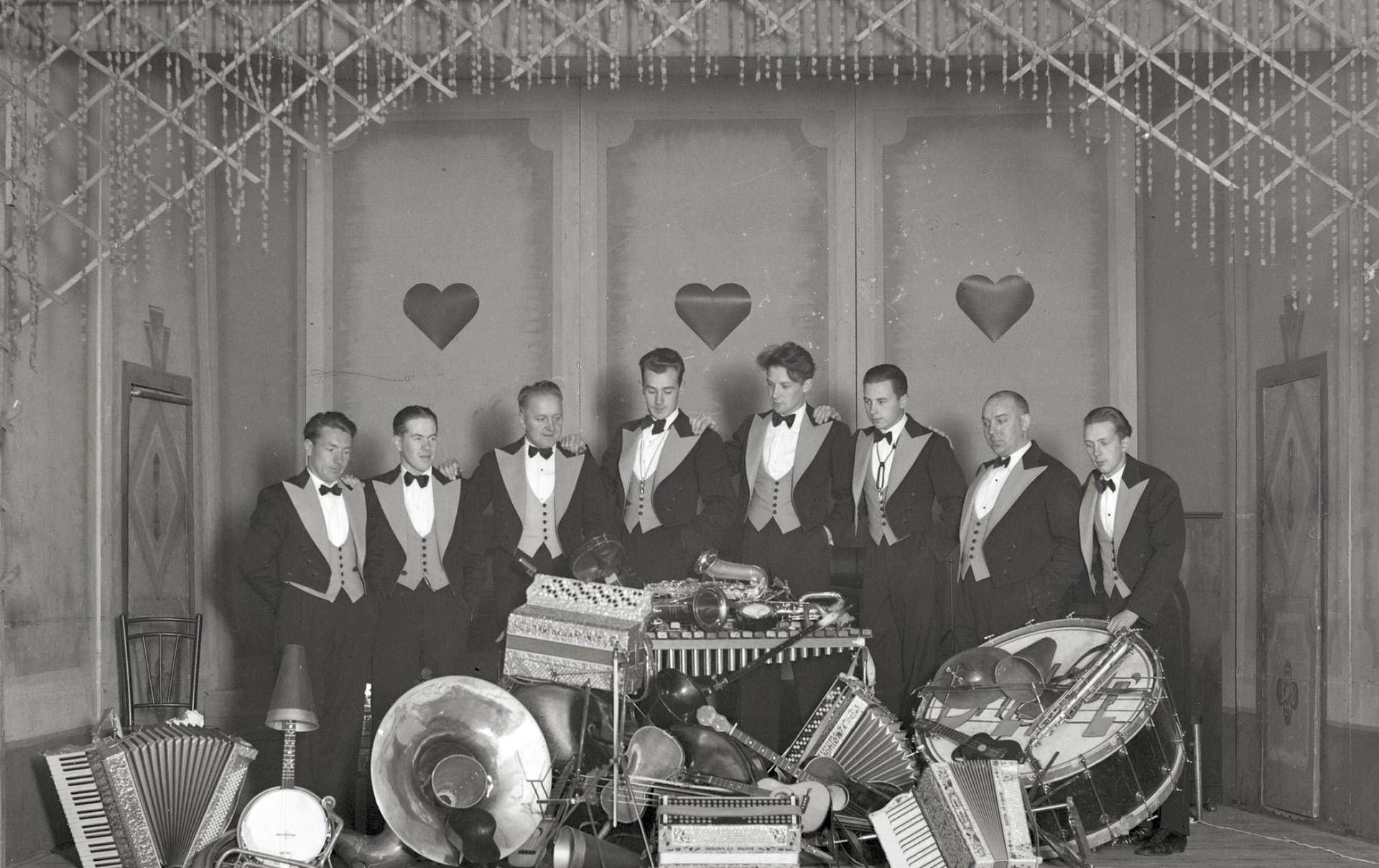
Dallapé 1932. Från vänster: Martti Jäppilä, Helge Pahlman, Matti Jurva, Pauli Impivaara, Eino Katajavuori, Paavo Raivonen, Erkki Majander och Eero Lauresalo.

Guldåren för Jurvas karriär anses vara 1930-talet, då dansmusiken fick sitt stora genombrott. Repertoaren bestod mestadels av fox, jenka och polka och Jurva hade en förmåga att sjunga mycket snabbt men ändå tydligt så orden hördes till det höga tempot. Sångerna hade ett brett tema; ömsom handlade de om de mest mänskliga och alldagliga företeelserna, ömsom om de världspolitiska händelserna, såsom den finska förbudslagen eller olympiska sommarspelen i Berlin 1936. Till Jurvas alkoholrelaterade sånger märks särskilt kupletten Laulu marjaviinistä ("En sång om bärvin"), som handlar om det under alkoholförbudet vanligt förekommande hembränneriet. Trots den stora depressionen på 1930-talet, fortsatte Jurvas skivor att sälja bra; exempelvis sålde hans optimistiska kuplett Tullaan, tullaan, som handlar om just den ekonomiska krisen, uppemot 4 000 exemplar då den publicerades 1934.

#### Kompositör och textförfattare
Fram till Jurvas bortgång, förde han och Pekkarinen ett omfattande musiksamarbete, där Jurva komponerade sångerna och Pekkarinen författade texten. Sångerna publicerades under pseudonymen Erkki Salama. Det är oklart hur många sånger duon skapade utöver antalet som Jurva spelade in. Jurvas schlagermelodier blev vida kända i utlandet, bland annat i Tyskland, Österrike, Sverige och Estland. Åtskilliga av duons sånger publicerade de i tidskriften Novelli-Aitta, där Jurvas melodier arrangerades för piano och ukulele, som Matti Jurva var en av de första finska utövarna av.  En av Jurvas-Pekkarinens många populära sånger var Savonmuan Hilima ("Hilma från Savolax"), som spelades in av Matti Jurva 1938. Skivan blev en stor succé och var den mest sålda skivan det året.
Upphovsrättsskyddet för sångmakare var på 1930-talet svagt i Finland och utan upphovsmannens samtycke kunde verken säljas till skivbolagen för att användas efter eget syfte. Pseudonymen Erkki Salamas låtar såldes av upphovsrättsbyrån Teosto och dess dåvarande chef Martti Turunen sade vid tiden, att denne Erkki Salama skulle få betalt för utförsäljningen om denne kom till Teostos kontor, vilket aldrig skedde. Enligt Georg Malmstén sålde Jurva och Pekkarinen både pseudonymen Erkki Salama och alla låtar som tillskrevs den till skivbolagen för att få pengar, vilket gjorde att melodierna tillföll skivbolagens ägo och därför användes vid flera inspelningar där bara texterna ändrades. Detta ställde till problem när Malmstén 1937 sjöng in Pekkarinens och Jurvas jenka Nikkelimarkka ("Nickelmark"), till vilken Malmstén komponerade ett nytt intro. Efter att skivan sjungits in, sålde Jurva, utan Malmsténs vetskap eller godkännande, verket till PSO. Malmstén brukade själv aldrig sälja sina melodier till bolagen och Jurvas agerande gjorde att Malmstén inte registrerades som upphovsrättsinnehavare. När frågan senare blev aktuell om vem som var egentlig upphovsrättsinnehavare, gjorde kompositören Toivo Kärki en utredning för Musiikki-Fazers räkning, där Kärki jämförde Malmsténs komponerade jenkor med Jurvas jenkor och kom fram till att Nikkelimarkkas intro definitivt var komponerat av Malmstén och därmed var saken till sist klar.
Förutom inom samarbetet med Pekkarinen, var Jurva upphovsman, både som kompositör och textförfattare, till ett flertal välkända och framgångsrika sånger. En av dessa var den i arabvärlden utspelade kärleksvisan Sulamtith, en av det finska 1920-talets främsta låtar. Sången spelades in på skiva först 1931 av Veli Lehto och Dallapé. Jurva publicerade sammanlagt 22 sånghäften under eget namn och 1931 publicerade han dessutom en handbok i ukulelespel för nybörjare.

#### Jazz
Vid mitten av 1920-talet kom jazzen till Finland och Jurva blev en av genrens pionjärer i landet. I inledningsskedet av den nya musikstilen utvecklades den så kallade "salongsjazzen", som innebar att jazzmusik spelades på caféer och restauranger, men med publiken sittandes vid borden och alltså inte såsom dansmusik. Den första finska jazzskivan anses vara Muistan sua, Elaine ("Jag minns dig, Elaine"), inspelad av Leo Adamson och Ramblers-orkestern 1931. Melodin var komponerad av Alvar Kosunen och texten skriven av Matti Jurva.
1931 blev Jurva medlem av jazzorkestern Dallapé som musiker och solist, sedan orkesterns medgrundare och sångare Ville Alanko plötsligt avlidit i lunginflammation i maj samma år. Eftersom Jurva ofta blev tvungen att rycka in som dragspelare och Dallapés andre skivsångare, Veli Lehto, inte ville uppträda på konserter, beslöt Martti Jäppilä 1932 att värva en ny solist, vilken blev Aimo Andersson, mer känd som A. Aimo, som hade varit dragspelare i orkestern Amarillo. Jurva fortsatte att göra inspelningar med Dallapé i egenskap av dragspelare och sångare ännu efter att han lämnat orkestern 1933.

#### Solist för Levytukku
1932 grundade Niilo Saarikko skivbolaget Levytukku och Matti Jurva engagerades som solist vid det. Eftersom de stora utländska skivbolagen redan hade representation i Finland genom andra bolag, beslöt Saarikko att Levytukkus skivor skulle göras genom mindre bolag på kontinenten, bland annat hos Edison Bell i London och Polydor i Berlin. 1934 medföljde därför Jurva på en inspelningsresa till Riga för att sjunga in skivor för bolagen Rektohpon och Bellaccord. Med på resan var även sångaren Arvi Hänninen, dragspelaren Paavo Raivonen samt Niilo Saarikko. I Lettland blev Jurvas skivor tämligen framgångsrika, inte minst Savonmuan Hilima, som på 1930-talet översattes till lettiska under namnet Vilciens no Rīgas uz Valku ("Tåget från Riga till Valka"). Savonmuan Hilima hörde dock inte till de låtar Jurva spelade in i Riga och hur den kom till Lettland och vem som översatte texten är okänt. Den första inspelningen av den lettiska översättningen gjordes 1938, det vill säga samma år som originalet.
När Levytukku 1936 fick kontrakt med det brittiska bolaget Columbia, ökade företagets skivproduktion. Matti Jurva var en återkommande solist och Eugen Malmténs Rytmi-Pojat och Klaus Salmis Ramblers konkurrerade mot varandra som Levytukkus studioorkestrar. Mellan februari 1937 och december 1938 var Matti Jurva solist för Ramblers under orkesterns skivinspelningar och samtliga av dessa gjordes utomlands, i synnerhet i Berlin och Stockholm. Ramblers största konkurrent, Eugen Malmsténs jazzorkester Rytmi-Pojat, antogs som studioorkester för Columbias finska sektion och kom därför att göra många inspelningar med Matti Jurva på 1930-talet. En av skivorna med Jurva, Hei hulinaa, Helsinki ("Hej ståhej, Helsingfors") från 1935 innehåller ett för Rytmi-Pojat ovanligt mellanspel i swing, en musikgenre som inte återkommer på några andra av Rytmi-Pojats skivor.

### Krigsåren

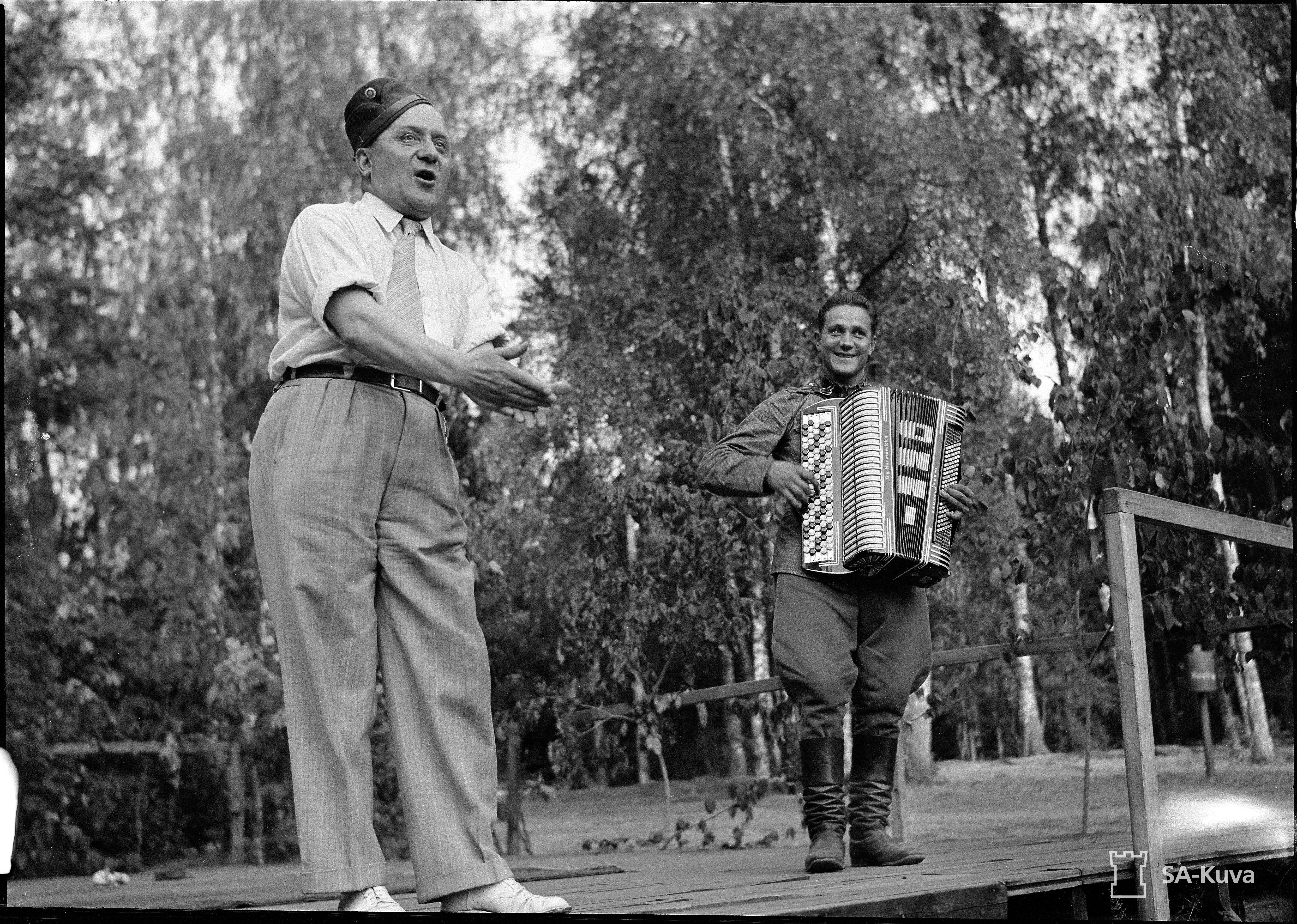
Matti Jurva och dragspelaren Onni Laihanen uppträder under andra världskriget.

Under vinterkriget och fortsättningskriget var Matti Jurva och Reino Palmroth, kallad "Palle", de mest produktiva musiksatirikerna. Till Jurvas militära alster hör bland annat Njet Molotoff ("Nej, Molotov"), Luulot pois ("Bort med antagandena") och Mannerheimin linjalla ("I Mannerheimlinjen"). Flera av sina propagandasånger framförde han också i korta musikfilmer. Av krigstidens mest populära artister var Aku Korhonen som "Lapatossu", Einari Ketola som "korpral Möttönen" och Matti Jurva de främsta. Till skillnad från Ketolas och Korhonens rollfigurer var Jurvas alter ego minst lik en verklig frontsoldat.
Jurva gjorde omfattande turnéer i Finland och uppträdde för de de militära förbandens räkning, bland annat uppträdde han, Ossi Korhonen, Arnold Tilgmann och flera andra artister vid en välgörenhetsafton för krigsinvalider i Helsingfors i juli 1942. I början på 1942 turnerade Jurva, dansöserna Liisa Tuomi och Nina Forsman samt den tysk-judiske trollkonstnären Leonardi Bellachini (alias Ludwig Lebram) på fronten och sedermera i finska inlandet. Turnégruppen uppträdde både för allmänheten och gav särskilda föreställningar på militärsjukhus.
I och med andra världskrigets utbrott, förlorade Musiiki-Fazer sitt representationskontrakt med EMI och den finska skivtillverkningen hos brittiska bolag upphörde. Därför blev det angeläget för Musiikki-Fazer att söka nya samarbeten, vilket gjordes inom det tyska Carl Lindström AG, som ägde flera skivbolag i Tyskland. Mellan 1940 och 1942 producerades omkring 100 skivor under namnen Kristall och Imperial. I november 1940 reste därför Jurva, Eero Väre och den blivande chefen för Musiikki-Fazer, Roger Lindberg, till Berlin för att göra skivinspelningar för Kristall. Jurva gjorde sina sista skivinspelningar 1942, också för Kristall, men vid det tillfället hade de tyska teknikerna tagit med sig inspelningsutrustningen till Helsingfors så inspelningarna kunde göras där. Vid det läget gjorde fler artister inspelningar för Kristall, däribland Viljo Vesterinen, Eugen Malmstén, George de Godzinsky och Harmony Sisters. Vid det senare inspelningstillfället, uppträdde Jurva med flera propagandasånger, till vilka Njet Molotoff, Mannerheimin linjalla, Aunuksen Anja ("Anja från Aunus") och Pallen kevätlaulu ("Palles vårsång") hörde. Efter dessa sista skivor hade Jurva sammanlagt gjort över 400 grammofoninspelningar.
Ännu i februari 1943 uppträdde Jurva i finsk radio. Jurvas mest populära skiva från andra världskriget var Kaunis Veera med text av Pekkarinen och melodi av Jurva. Jurva spelade in sången 1942 och efter hans bortgång beslöt Pekkarinen att skriva en pjäs baserad på låten. Pjäsen publicerades 1949 och året därpå filmatiserades den under Ville Salminens regi med namnet Kaunis Veera eli Ballaadi Saimaalta. 1940 medverkade Jurva i Suomi-Filmis fyra korta propagandafilmer om de då pågående krigshändelserna i vinterkriget. I den fjärde filmen i serien parodierar Jurva på kommunisten Otto Ville Kuusinen, som dessförinnan planerades bli statsminister i Terijokiregeringen som skulle tillsättas efter Sovjetunionens övertagande av Finland.

### Stil och personlighet
Den 160 centimeter långe Matti Jurva var bland vänskapskretsen känd som en glad showman som alltid hade glimten i ögat och som var lika underhållande på scenen som bakom kulissen. Som artist var han fulländad så till vida att han både kunde spela rollen som gladlynt ceremonimästare och själv hade talanger att uppträda med, inte sällan som steppdansare. Med tiden drabbades Jurva av en bestående heshet eftersom han i flera år sjöng inför stora publiker utan mikrofon. Han hade aldrig haft någon märkvärdig sångröst, men hesheten i rösten ansågs av samtida betraktare signalera vänskap och livserfarenhet. Eugen Malmstén menade att Jurva, fastän han tidvis använde melodier i moll, föredrog att framföra tragikomiska låtar och hans politiska kupletter från andra världskriget bar en mer optimistisk prägel, än exempelvis Reino Palmroths sånger. Privat beskrev Malmstén honom som melankolisk och något alkoholiserad, men menade att alkoholen lockade fram hans humoristiska sida.
Baserat på Jurvas personlighet, författade Tatu Pekkarinen sången Maailman Matti ("Världens Matti"), som fungerade som ett slags paradnummer för Jurva.

### Bortgång
Matti Jurva avled i Helsingfors i september 1943 av ett slaganfall, vilket han ådragit sig efter en överdriven alkoholkonsumtion. Jurva är begravd på Malms begravningsplats i Helsingfors. Trots att han vid tiden var en av landets främsta artister, mottogs inte hans bortgång eller jordfästning med någon större uppmärksamhet i media.
2013 gav sångaren Jukka Poika ut ett hyllningsalbum för Matti Jurva, där denne tolkar några av Jurvas låtar. Vid den sista inspelningssessionen för albumet medverkade Matti Jurvas sonson Kari Jurva.

## Filmografi
- 1920 – Kilu-Kalles och Mouku-Fransis friarefärd
- 1921 – Söndagsjägare
- 1934 – Helsingfors främsta affärsman
- 1939 – Toffelhjältar
- 1939 – Sju brorsor
- 1939 – Dragon Kalle Kollola
- 1939 – Ljustringar II
- 1940 – Ankarkaféets stamkunder
- 1940 – Suomi-Filmin sotilaspila 1
- 1940 – Suomi-Filmin sotilaspila 2
- 1940 – Suomi-Filmin sotilaspila 3
- 1940 – Suomi-Filmin sotilaspila 4
- 1940 – Direktörens "sned-språng"
- 1943 – Unga människor
- 1943 – Maskot

### Böcker och sånghäften
- 1927 – Humoristisia lauluja 1–5. Otto Andersinin kustannusliike
- 1929 – Valiolauluja. Toiminimi Merkur: Tammerfors[60]
- 1931 – Pikakurssi ukelelen soitossa: jokainen oppii soittamaan parissa tunnissa. R. E. Westerlund: Helsingfors[61]
- 1940 – Laulava Paris / Det sjungande paris. Lauluvihko no. 1. Ravintola Paris[62]

### Pjäser
- 1927 – Humussa ja sumussa: 3-näytöksinen laulunäytelmä (tillsammans med Väinö Syvänne)[63]